# Irwiniella atripes
Irwiniella atripes är en tvåvingeart som först beskrevs av Krober 1912.  Irwiniella atripes ingår i släktet Irwiniella och familjen stilettflugor. Inga underarter finns listade i Catalogue of Life.